# Liste der Kernreaktoren in Deutschland

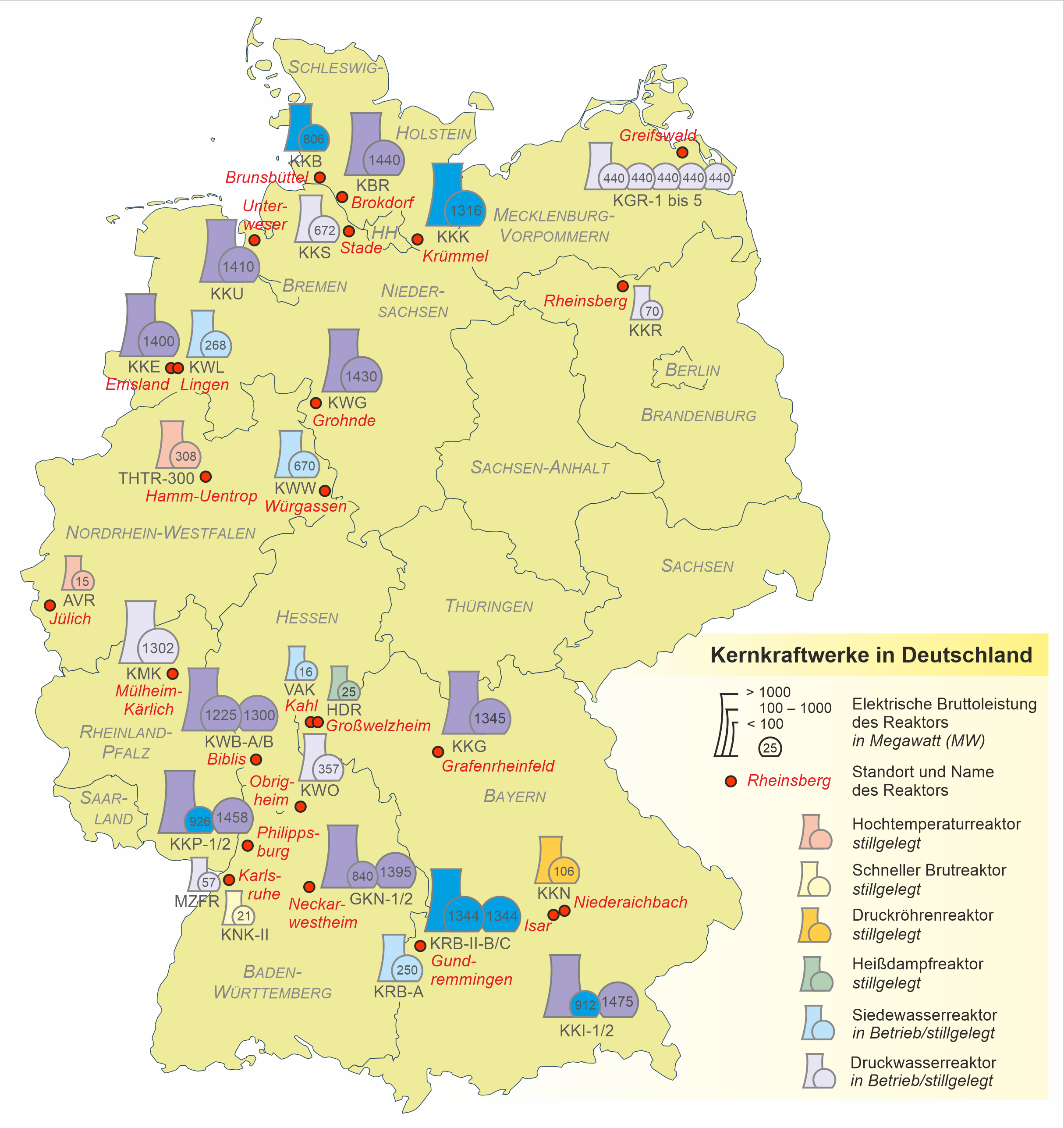
Kernkraftwerke in Deutschland

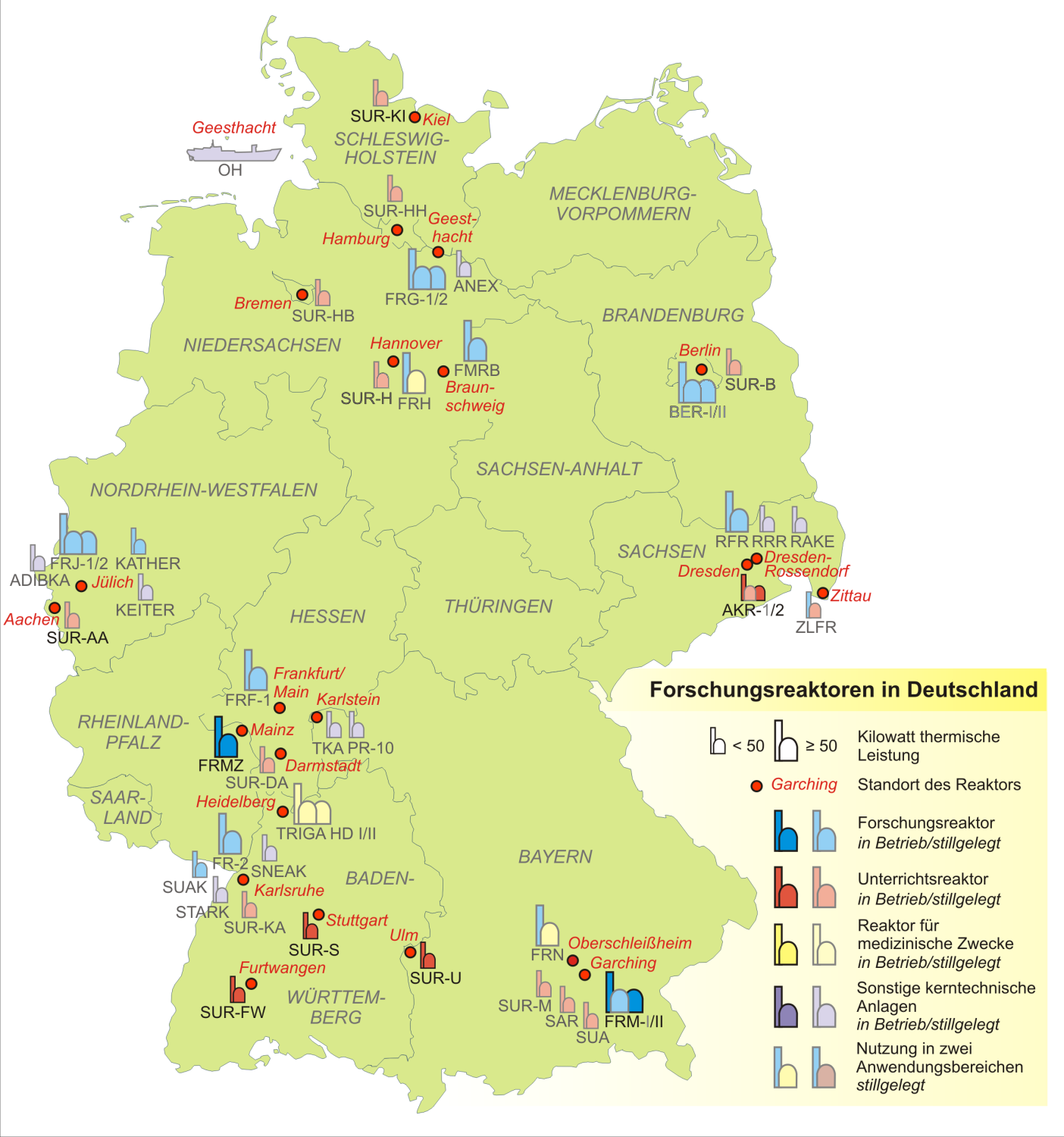
Forschungsreaktoren in Deutschland

Die Liste der Kernreaktoren in Deutschland umfasst Kernkraftwerke, die Kernenergie in Deutschland bereitstellten, sowie Kernkraftwerke ohne Betriebsaufnahme und Forschungsreaktoren.

## Geschichte
Während bei den ersten kerntechnischen Versuchsanlagen im Dritten Reich im Rahmen des Uranprojekts 1940–1945 zwar der Nachweis der Neutronenvermehrung, jedoch keine sich selbstständig erhaltende Kettenreaktion erreicht werden konnte, wurden in Deutschland zwischen 1957 und 2004 etwa 110 kerntechnische Anlagen in Betrieb genommen. Dabei muss zwischen Kernreaktoren zur Energiegewinnung und Forschungsreaktoren unterschieden werden. Als erste Kernreaktoren gingen im Oktober bzw. Dezember 1957 der Forschungsreaktor München in Garching (BRD) und der Rossendorfer Forschungsreaktor (DDR) in Betrieb. Das Kernkraftwerk Kahl ging im Juni 1961 als erstes Kernkraftwerk ans Netz. Als letzter kommerzieller Kernreaktor wurde 1989 der Block 5 des Kernkraftwerks Greifswald mit dem Netz synchronisiert. Der Ausbildungskernreaktor Dresden erhielt 2004 als bislang letzter Forschungsreaktor seine Betriebsgenehmigung.
Am 1. Januar 1960 trat in Westdeutschland das Gesetz über die friedliche Verwendung der Kernenergie und den Schutz gegen ihre Gefahren (kurz Atomgesetz) in Kraft. Seitdem wurde es mehrfach geändert und ergänzt.
Seit der Vereinbarung zwischen der Bundesregierung und den Energieversorgungsunternehmen vom 15. Juni 2000 (dem sogenannten Atomkonsens) war die Nutzung der vorhandenen Kernkraftwerke zeitlich begrenzt und es gilt ein Neubauverbot (keine Genehmigungen für den Bau neuer Kernkraftwerke).
Die Forschung auf dem Gebiet der Kerntechnik ist vom Atomkonsens unberührt.
Der Kernenergie-Konsens-Vertrag legte eine noch zu erzeugende Strommenge („Reststrommenge“) für jedes Kernkraftwerk fest. Grundsätzlich konnten diese sogenannten Reststrommengen von älteren Kraftwerken auf neuere übertragen werden, umgekehrt nur in Ausnahmefällen. Hatte ein Kernkraftwerk seine zugeteilte Reststrommenge erzeugt, musste es abgeschaltet werden. Die getroffenen Abmachungen wurden durch das Gesetz zur geordneten Beendigung der Kernenergienutzung zur gewerblichen Erzeugung von Elektrizität vom 22. April 2002 umgesetzt.
Damals war vorgesehen, dass die ursprünglich 19 kommerziell genutzten Kernkraftwerksblöcke bis 2021 abgeschaltet werden. Zwei Kernkraftwerke, Stade und Obrigheim, wurden in den Jahren 2003 und 2005 abgeschaltet; der Block 2 des Kernkraftwerks Neckarwestheim sollte als letztes vom Netz gehen. Somit waren zum Ende der Regierungsbeteiligung der SPD im Jahr 2009 noch 17 kommerziell genutzte Kernkraftwerksblöcke und 11 Forschungsreaktoren, davon 6 Unterrichtsreaktoren, in Betrieb.
Die schwarz-gelbe Mehrheit im Bundestag beschloss am 28. Oktober 2010 eine Laufzeitverlängerung, nachdem diese zuvor vom schwarz-gelben Bundeskabinett gebilligt wurde. Im Schnitt sollten die Kernkraftwerke zwölf Jahre länger in Betrieb sein als der Atomkonsens aus dem Jahr 2000, geschlossen zwischen der rot-grünen Regierung (Schröder/Fischer) und der Atomwirtschaft, vereinbart war. Am 8. Dezember 2010 wurde das Gesetz zur Laufzeitverlängerung von Bundespräsident Christian Wulff unterschrieben. Die SPD-geführten Bundesländer Berlin, Brandenburg, Bremen, Nordrhein-Westfalen und Rheinland-Pfalz reichten gegen dieses Gesetz am 28. Februar 2011 Klage beim Bundesverfassungsgericht ein.
Aufgrund der Nuklearkatastrophe von Fukushima verkündete die Bundeskanzlerin am 15. März 2011 ein „Atom-Moratorium“, während dessen die sieben ältesten deutschen Atommeiler abgeschaltet werden sollten – dies entsprach vermutlich nicht der Rechtslage, da die Regierung nicht ohne weiteres ein vom Parlament erlassenes Gesetz außer Kraft setzen darf. Dieses Atom-Moratorium beinhaltete des Weiteren eine auf drei Monate befristete Aussetzung der Laufzeitverlängerung. Der hiervon neben anderen betroffene Konzern RWE reichte am 1. April 2011 Klage gegen die Abschaltung des Kernreaktors Biblis A beim zuständigen Hessischen Verwaltungsgerichtshof ein. RWE berief sich auf die fehlende Rechtsgrundlage für das Moratorium.
Mit dem Inkrafttreten der Novellierung des Atomgesetzes am 6. August 2011 verloren die sieben ältesten Kernkraftwerksblöcke Deutschlands sowie das Kernkraftwerk Krümmel die Erlaubnis zum Leistungsbetrieb. Der Plan, einen der Blöcke als Reserve vorzuhalten, wurde von der Bundesnetzagentur Ende August 2011 verworfen. Die verbliebenen neun Blöcke hätten gemäß dem Atomgesetz bis spätestens 31. Dezember 2022 abgeschaltet werden müssen. Wegen der Energiekrise aufgrund des Ukrainekriegs wurde diese Frist vom Bundestag (in Folge einer Regierungsvorlage) für die letzten drei Kernreaktoren Isar 2, Emsland A und Neckarwestheim 2 um 3,5 Monate verlängert. Mit Ablauf des 15. April 2023 wurden die letzten drei Kernreaktoren vom Netz genommen.

## Kernkraftwerke
Kernkraftwerk nennt man alle Leistungsreaktoren und Prototypanlagen, die zur kommerziellen Stromerzeugung genutzt werden.

| Bezeichnung      | Land | Kürzel | Typ                     | Betreiber            | Brutto-leistung in MW | Netto-leistung in MW | Energie-erzeugung bis Abschaltung in TWh | Reststrom-menge bis Ende 2022 in TWh | Bau-beginn    | Beginn des kommer-ziellen Betriebs | Außer Betrieb | Mittlere Verfügbarkeit über Betriebs-zeitraum | Status                                                  |
| ---------------- | ---- | ------ | ----------------------- | -------------------- | --------------------- | -------------------- | ---------------------------------------- | ------------------------------------ | ------------- | ---------------------------------- | ------------- | --------------------------------------------- | ------------------------------------------------------- |
| Isar/Ohu 2       | BY   | KKI 2  | DWR (KWU Konvoi)        | PreussenElektra      | 1485                  | 1410                 | 382,7                                    | 0,0                                  | 15. Sep. 1982 | 9. Apr. 1988                       | 15. Apr. 2023 | 93,5 %                                        | Außer Betrieb (Rückbau bis 2040 geplant)                |
| Brokdorf         | SH   | KBR    | DWR (KWU Vor-Konvoi)    | PreussenElektra      | 1480                  | 1410                 | 364,4                                    | 0,0                                  | 1. Jan. 1976  | 22. Dez. 1986                      | 31. Dez. 2021 | 89,7 %                                        | Außer Betrieb                                           |
| Philippsburg 2   | BW   | KKP 2  | DWR (KWU Vor-Konvoi)    | EnBW                 | 1468                  | 1402                 | 357,0                                    |                                      | 7. Juli 1977  | 18. Apr. 1985                      | 31. Dez. 2019 | 88,2 %                                        | Im Rückbau                                              |
| Grohnde          | NI   | KWG    | DWR (KWU Vor-Konvoi)    | PreussenElektra      | 1430                  | 1360                 | 386,8                                    | 0,0                                  | 1. Juni 1976  | 1. Feb. 1985                       | 31. Dez. 2021 | 91,6 %                                        | Im Rückbau (bis 2039)                                   |
| Unterweser       | NI   | KKU    | DWR (KWU, Gen.2)        | PreussenElektra      | 1410                  | 1345                 | 289,8                                    |                                      | 1. Juli 1972  | 6. Sep. 1979                       | 6. Aug. 2011  | 83,7 %                                        | Im Rückbau (bis 2031)                                   |
| Krümmel          | SH   | KKK    | SWR (KWU-Baulinie 69)   | Vattenfall           | 1402                  | 1346                 | 201,7                                    | 26,0                                 | 5. Apr. 1974  | 28. März 1984                      | 6. Aug. 2011  | 69,2 %                                        | Im Rückbau (bis 2040)                                   |
| Emsland          | NI   | KKE    | DWR (KWU Konvoi)        | RWE                  | 1406                  | 1335                 | 372,7                                    |                                      | 10. Aug. 1982 | 20. Juni 1988                      | 15. Apr. 2023 | 93,7 %                                        | Außer Betrieb                                           |
| Neckarwestheim 2 | BW   | GKN 2  | DWR (KWU Konvoi)        | EnBW                 | 1400                  | 1310                 | 351,2                                    | 1,2                                  | 9. Nov. 1982  | 15. Apr. 1989                      | 15. Apr. 2023 | 92,7 %                                        | Außer Betrieb                                           |
| Grafenrheinfeld  | BY   | KKG    | DWR (KWU Vor-Konvoi)    | PreussenElektra      | 1345                  | 1275                 | 315,6                                    |                                      | 1. Jan. 1975  | 17. Juni 1982                      | 27. Juni 2015 | 88,7 %                                        | Im Rückbau (bis 2035)                                   |
| Gundremmingen C  | BY   | KRB C  | SWR (KWU-Baulinie 72)   | RWE                  | 1344                  | 1288                 | 344,7                                    |                                      | 20. Juli 1976 | 18. Jan. 1985                      | 31. Dez. 2021 | 89,3 %                                        | Im Rückbau                                              |
| Gundremmingen B  | BY   | KRB B  | SWR (KWU-Baulinie 72)   | RWE                  | 1344                  | 1284                 | 314,5                                    |                                      | 20. Juli 1976 | 19. Juli 1984                      | 31. Dez. 2017 | 90,4 %                                        | Im Rückbau (bis 2040)                                   |
| Mülheim-Kärlich  | RP   | KMK    | DWR (Babcock-BBC)       | RWE                  | 1302                  | 1219                 | 10,3                                     | 25,9                                 | 15. Jan. 1975 | 1. Okt. 1987                       | 9. Sep. 1988  | 76,0 %                                        | Im Rückbau (bis 2029)                                   |
| Biblis B         | HE   | KWB B  | DWR (KWU Gen.2)         | RWE                  | 1300                  | 1240                 | 247,4                                    |                                      | 1. Feb. 1972  | 31. Jan. 1977                      | 6. Aug. 2011  | 74,5 %                                        | Im Rückbau (bis nach 2032)                              |
| Biblis A         | HE   | KWB A  | DWR (KWU Gen.2)         | RWE                  | 1225                  | 1167                 | 232,8                                    |                                      | 1. Jan. 1970  | 26. Feb. 1975                      | 6. Aug. 2011  | 68,7 %                                        | Im Rückbau (bis nach 2032)                              |
| Philippsburg 1   | BW   | KKP 1  | SWR (KWU-Baulinie 69)   | EnBW                 | 926                   | 890                  | 187,6                                    |                                      | 1. Okt. 1970  | 26. März 1980                      | 6. Aug. 2011  | 80,3 %                                        | Im Rückbau                                              |
| Isar/Ohu 1       | BY   | KKI 1  | SWR (KWU-Baulinie 69)   | PreussenElektra      | 912                   | 878                  | 198,3                                    |                                      | 1. Mai 1972   | 21. März 1979                      | 6. Aug. 2011  | 86,0 %                                        | Im Rückbau (bis 2032)                                   |
| Neckarwestheim 1 | BW   | GKN 1  | DWR (KWU Gen.2)         | EnBW                 | 840                   | 785                  | 186,8                                    |                                      | 1. Feb. 1972  | 1. Dez. 1976                       | 6. Aug. 2011  | 84,7 %                                        | Im Rückbau (bis 2035)                                   |
| Brunsbüttel      | SH   | KKB    | SWR (KWU-Baulinie 69)   | Vattenfall           | 806                   | 771                  | 120,4                                    | 7,3                                  | 15. Apr. 1970 | 9. Feb. 1977                       | 6. Aug. 2011  | 57,9 %                                        | Im Rückbau (bis 2033)                                   |
| Stade            | NI   | KKS    | DWR (Siemens-KWU Gen.1) | PreussenElektra      | 672                   | 640                  | 145,9                                    |                                      | 1. Dez. 1967  | 19. Mai 1972                       | 14. Nov. 2003 | 85,3 %                                        | Im Rückbau (bis 2026)                                   |
| Würgassen        | NW   | KWW    | SWR (AEG)               | PreussenElektra      | 670                   | 640                  | 69,7                                     |                                      | 26. Jan. 1968 | 11. Nov. 1975                      | 26. Aug. 1994 | 71,9 %                                        | Im Rückbau (bis 2028)                                   |
| Greifswald 1     | MV   | KGR 1  | WWER-440/230            | EWN                  | 440                   | 408                  | 35,5                                     |                                      | 1. März 1970  | 12. Juli 1974                      | 18. Dez. 1990 | 65,8 %                                        | Im Rückbau (bis 2028)                                   |
| Greifswald 2     | MV   | KGR 2  | WWER-440/230            | EWN                  | 440                   | 408                  | 36,6                                     |                                      | 1. März 1970  | 16. Apr. 1975                      | 14. Feb. 1990 | 70,6 %                                        | Im Rückbau (bis 2028)                                   |
| Greifswald 3     | MV   | KGR 3  | WWER-440/230            | EWN                  | 440                   | 408                  | 33,3                                     |                                      | 1. Apr. 1972  | 1. Mai 1978                        | 28. Feb. 1990 | 78,8 %                                        | Im Rückbau (bis 2028)                                   |
| Greifswald 4     | MV   | KGR 4  | WWER-440/230            | EWN                  | 440                   | 408                  | 28,9                                     |                                      | 1. Apr. 1972  | 1. Nov. 1979                       | 2. Juni 1990  | 78,0 %                                        | Im Rückbau (bis 2028)                                   |
| Greifswald 5     | MV   | KGR 5  | WWER-440/213            | EWN                  | 440                   | 408                  | 0,0                                      |                                      | 1. Dez. 1976  | 1. Nov. 1989                       | 24. Nov. 1989 |                                               | Im Rückbau (bis 2028)                                   |
| Obrigheim        | BW   | KWO    | DWR (Siemens Gen.1)     | EnBW                 | 357                   | 340                  | 86,8                                     |                                      | 15. März 1965 | 1. Apr. 1969                       | 11. Mai 2005  | 83,7 %                                        | Im Rückbau (bis 2030)                                   |
| Hamm-Uentrop     | NW   | THTR   | HTR                     | HKG                  | 308                   | 296                  | 2,8                                      |                                      | 1. Mai 1971   | 1. Juni 1987                       | 29. Apr. 1988 | 56,0 %                                        | Im sicheren Einschluss (bis 2030)                       |
| Lingen           | NI   | KWL    | SWR                     | RWE                  | 268                   | 183                  | 9,1                                      |                                      | 1. Okt. 1964  | 1. Okt. 1968                       | 5. Jan. 1979  | 42,2 %                                        | Im Rückbau (bis 2035)                                   |
| Gundremmingen A  | BY   | KRB    | SWR                     | RWE                  | 250                   | 237                  | 13,8                                     |                                      | 12. Dez. 1962 | 12. Apr. 1967                      | 13. Jan. 1977 | 81,2 %                                        | Rückbau ausgesetzt, 2006 Umbau zu „Technologie-zentrum“ |
| Niederaichbach   | BY   | KKN    | HWCR                    | ohne („Grüne Wiese“) | 106                   | 100                  | 0,015                                    |                                      | 1. Juni 1966  | 1. Jan. 1973                       | 31. Juli 1974 | 9,0 %                                         | rückgebaut                                              |
| Rheinsberg       | BB   | KKR    | WWER-70                 | EWN                  | 70                    | 62                   | 9,0                                      |                                      | 1. Jan. 1960  | 11. Okt. 1966                      | 1. Juni 1990  | 61,0 %                                        | Im Rückbau (bis 2040)                                   |
| MZFR Karlsruhe   | BW   | MZFR   | DWR                     | EWN                  | 57                    | 52                   | 4,8                                      |                                      | 1. Dez. 1961  | 19. Dez. 1966                      | 3. Mai 1984   | 73,3 %                                        | rückgebaut                                              |
| Großwelzheim     | BY   | HDR    | HDR                     | ohne („Grüne Wiese“) | 25                    | 25                   | 0,0062                                   |                                      | 1. Jan. 1965  | 2. Aug. 1970                       | 20. Apr. 1971 |                                               | rückgebaut                                              |
| KNK Karlsruhe I  | BW   | KNK I  | BR                      | EWN                  | 21                    | 17                   | 0,5                                      |                                      | 1. Mai 1966   | 21. Feb. 1974                      | 1. Sep. 1974  |                                               | Im Rückbau (bis 2030)                                   |
| KNK Karlsruhe II | BW   | KNK II | BR                      | EWN                  | 21                    | 17                   | 0,3                                      |                                      | 1. Sep. 1974  | 3. März 1979                       | 23. Aug. 1991 | 26,8 %                                        | Im Rückbau (bis 2035)                                   |
| Kahl             | BY   | VAK    | SWR                     | ohne („Grüne Wiese“) | 16                    | 15                   | 2,0                                      |                                      | 1. Juli 1958  | 1. Feb. 1962                       | 25. Nov. 1985 | 67,8 %                                        | rückgebaut                                              |
| Jülich           | NW   | AVR    | HTR                     | EWN                  | 15                    | 13                   | 1,5                                      |                                      | 1. Aug. 1961  | 19. Mai 1969                       | 31. Dez. 1988 | 65,9 %                                        | Im Rückbau                                              |

Anmerkungen
1. 1 2 3  Laufzeit gesetzlich bis zum 15. April 2023 begrenzt  (neuer § 7 Abs. 1e AtG vom 4. Dezember 2022).
2. ↑  Am 4. Juli 2009 kam es zu einer Reaktorschnellabschaltung aufgrund einer Störung in einem Maschinentransformator. Von da an bis zum Verlust der Betriebsgenehmigung („Atomausstieg“) zum 6. August 2011 war Krümmel im 'Stillstandsbetrieb'
3. ↑  siehe AVR (Jülich)#Rückbau, Entsorgung.

## Kernkraftwerke ohne Betriebsaufnahme
Diese Liste enthält geplante Kernkraftwerke, für die ein Genehmigungsantrag eingereicht und abgelehnt wurde, sowie Kernkraftwerke, die teilweise gebaut oder fertiggestellt wurden, aber nie in Betrieb gingen. Dunkelgrau hinterlegt sind diejenigen Kernkraftwerke, deren Bau begonnen wurde.
| Bezeichnung      | Bundes- land | Plan- ung | Baube- ginn | Projekt- ende | Weitere Informationen | Brutto (MW) | Netto (MW) | Typ | Be- leg       |
| ---------------- | ------------ | --------- | ----------- | ------------- | --- | ----------- | ---------- | --- | ------------- |
| Bad Breisig      | RP           | 1971      | –           | ?             | Planung nach kurzer Zeit wegen Platzmangels (Trinkwasserschutz, Erdbebengebiet) eingestellt, als Ersatz wurde wenige Kilometer flussaufwärts das Kernkraftwerk Mülheim-Kärlich errichtet | 1300        | ?          | DWR | [ 34 ]        |
| BASF 1           | RP           | 1973      | –           | 01.12.1976    | wurde durch fossil beheiztes Dampfkraftwerk ersetzt (Inbetriebnahme 2005) | 425         | 385        | DWR | [ 35 ]        |
| Biblis C         | HE           | 1975      | –           | 1995          | Bereits gefertigte Komponenten wurden für das Kernkraftwerk Angra 2 (Brasilien) verwendet                                                                                                | 1315        | 1238       | DWR | [ 36 ]        |
| Biblis D         | HE           | 1973      | –           | 01.01.1979    | | ?           | 1300       | DWR | [ 37 ]        |
| Borken           | HE           | 1974      | –           | 1995          | | 1300        | 1200       | DWR | [ 38 ]        |
| Dahlen 1         | SN           | 1980      | –           | Frühj. 1990   | | 1000        | 950        | DWR | [ 39 ]        |
| Dahlen 2         | SN           | 1980      | –           | Frühj. 1990   | | 1000        | 950        | DWR | [ 39 ]        |
| Dahlen 3         | SN           | 1980      | –           | Frühj. 1990   | | 1000        | 950        | DWR | [ 39 ]        |
| Dahlen 4         | SN           | 1980      | –           | Frühj. 1990   | | 1000        | 950        | DWR | [ 39 ]        |
| Emden            | NI           | 1975      | –           | ?             | geplanter Standort war Rysumer Sand | 1300        | ?          | DWR | [ 40 ]        |
| Greifswald 6     | MV           | ?         | 01.12.1976  | 01.01.1990    | Bau wurde fertiggestellt, keine Betriebsaufnahme | 440         | 408        | DWR | [ 41 ]        |
| Greifswald 7     | MV           | ?         | 01.12.1978  | 01.10.1990    | Bau wurde abgebrochen | 440         | 408        | DWR | [ 42 ]        |
| Greifswald 8     | MV           | ?         | 01.12.1978  | 01.10.1990    | Bau wurde abgebrochen | 440         | 408        | DWR | [ 43 ]        |
| Hamm             | NW           | 1975      | –           | 1995          | geplant auf dem Gelände des THTR, als Ersatz wurde das Kernkraftwerk Emsland gebaut | 1301        | 1231       | DWR | [ 44 ]        |
| Kalkar 1         | NW           | 1969      | 23.04.1973  | 20.03.1991    | 1985 fertiggestellt, aufgrund Sicherheitsbedenken und Protesten keine Betriebsaufnahme                                                                                                   | 327         | 295        | SNR | [ 45 ]        |
| Kalkar 2 (SNR-2) | NW           | 1975      |             | 1982          | Der Standort Kalkar stand noch nicht endgültig fest | 2160        | 2000       | SNR | [ 46 ]        |
| Neupotz A        | RP           | 1977      | –           | 1987          | | 1368        | 1289       | DWR | [ 47 ]        |
| Neupotz B        | RP           | 1977      | –           | 1987          | | 1368        | 1289       | DWR | [ 48 ]        |
| Pfaffenhofen A   | BY           | 1976      | –           | 1999          | | 1315        | 1238       | DWR | [ 49 ]        |
| Stendal 1        | ST           | 1980      | 01.12.1982  | 01.03.1991    | Bau wurde zu 85 Prozent fertiggestellt | 970         | 900        | DWR | [ 50 ]        |
| Stendal 2        | ST           | 1980      | 01.12.1984  | 01.03.1991    | Bau wurde zu 15 Prozent fertiggestellt | 970         | 900        | DWR | [ 51 ]        |
| Vahnum A         | NW           | 1975      | –           | ?             | | 1300        | 1231       | DWR | [ 52 ]        |
| Vahnum B         | NW           | 1975      | –           | ?             | | 1300        | 1231       | DWR | [ 53 ]        |
| Wyhl 1           | BW           | 1973      | –           | ?             | Ursprünglich vorgesehener Standort war Breisach. Planung wurde 1977 abgebrochen und die Komponenten für das Kernkraftwerk Philippsburg 2 verwendet                                       | 1375        | 1300       | DWR | [ 54 ] [ 55 ] |

## Forschungsreaktoren
„Forschungsreaktor“ nennt man Kernreaktoren, die nicht der Stromerzeugung dienen, sondern überwiegend Forschungszwecken (kern- und materialtechnischen Untersuchungen, Isotopenproduktion für Medizin und Technik). Die folgende Liste ist nach der Inbetriebnahme der Forschungsreaktoren sortiert. Gelb markierte Reaktoren sind noch in Betrieb.
| Name                                             | Bezeich- nung | Betreiber                | Bundes- land | Inbetrieb- nahme | Außer Betrieb | Status | Leistung (therm.) | Reaktortyp                |
| ------------------------------------------------ | ------------- | ------------------------ | ------------ | ---------------- | ------------- | --- | ----------------- | ------------------------- |
| Forschungsreaktor München                        | FRM           | TU München               | BY           | 31.10.1957       | 28.07.2000    | Stilllegung am 3. April 2014, in Rückbau | 4 MW              | Schwimmbad/MTR            |
| Rossendorfer Forschungsreaktor                   | RFR           | FZ Rossendorf            | SN           | 16.12.1957       | 27.06.1991    | rückgebaut | 10 MW             | LWR                       |
| Forschungsreaktor Frankfurt-1                    | FRF-1         | Uni Frankfurt            | HE           | 10.01.1958       | 19.03.1968    | begonnener Umbau zum FRF-2, rückgebaut | 50 kW             | homogen (L)/L-54 (L)      |
| Forschungsreaktor Frankfurt-2                    | FRF-2         | Uni Frankfurt            | HE           | entfällt         | entfällt      | nicht fertiggestellt, rückgebaut | 1 MW (geplant)    | Schwimmbad/TRIGA          |
| Berliner Experimentier-Reaktor I                 | BER I         | Helmholtz-Zentrum Berlin | BE           | 24.07.1958       | 1972          | im sicheren Einschluss | 50 kW             | homogen (L)/L-54 (L)      |
| Forschungsreaktor Geesthacht-1                   | FRG-1         | GKSS                     | SH           | 23.10.1958       | 28.06.2010    | im Rückbau bis 2020 | 5 MW              | Schwimmbad/MTR            |
| Siemens Argonaut Reaktor                         | SAR           | TU München               | BY           | 23.06.1959       | 31.10.1968    | rückgebaut | 1 kW              | Argonaut                  |
| AEG-Prüfreaktor                                  | PR-10         | Kraftwerk Union          | BY           | 27.01.1961       | 1976          | stillgelegt | 180 Watt          | Argonaut                  |
| Forschungsreaktor 2                              | FR-2          | FZ Karlsruhe             | BW           | 07.03.1961       | 21.12.1981    | im Rückbau | 44 MW             | HWR                       |
| Forschungsreaktor Jülich 1 (MERLIN)              | FRJ-1         | FZ Jülich                | NW           | 23.02.1962       | 22.03.1985    | rückgebaut | 10 MW             | Schwimmbad/MTR            |
| Siemens-Unterrichtsreaktor München               | SUR-M         | TU München               | BY           | 28.02.1962       | 10.08.1981    | rückgebaut | 0,1 Watt          | homogen (S)/SUR-100       |
| Forschungsreaktor Jülich 2 (DIDO)                | FRJ-2         | FZ Jülich                | NW           | 14.11.1962       | 02.05.2006    | im Rückbau | 23 MW             | Tank/HWR                  |
| Rossendorfer Ringzonenreaktor                    | RRR           | FZ Rossendorf            | SN           | 16.12.1962       | 25.09.1991    | rückgebaut | 1 kW              | Argonaut                  |
| Schnell-Thermischer Argonaut-Reaktor             | STARK         | FZ Karlsruhe             | BW           | 11.01.1963       | 03.1976       | rückgebaut | 10 Watt           | Argonaut                  |
| Forschungsreaktor Geesthacht-2                   | FRG-2         | GKSS                     | SH           | 16.03.1963       | 28.01.1993    | im Rückbau | 15 MW             | Schwimmbad/MTR            |
| Siemens-Unterrichtsreaktor Berlin                | SUR-B         | TU Berlin                | BE           | 26.07.1963       | 15.10.2007    | Stilllegung am 16. April 2013 | 0,1 Watt          | homogen (S)/SUR-100       |
| Siemens-Unterrichtsreaktor Darmstadt             | SUR-DA        | TU Darmstadt             | HE           | 23.09.1963       | 22.02.1985    | rückgebaut | 0,1 Watt          | homogen (S)/SUR-100       |
| Anlage für Nullleistungsexperimente              | ANEX          | GKSS                     | SH           | 05.1964          | 05.02.1975    | rückgebaut | 100 Watt          | Nullleistungsreaktor      |
| Siemens-Unterrichtsreaktor Stuttgart             | SUR-S         | Uni Stuttgart            | BW           | 24.08.1964       |               | in Betrieb | 0,1 Watt          | homogen (S)/SUR-100       |
| Siemens-Unterrichtsreaktor Hamburg               | SUR-HH        | FH Hamburg               | HH           | 15.01.1965       | 08.1992       | rückgebaut | 0,1 Watt          | homogen (S)/SUR-100       |
| Forschungsreaktor Mainz                          | FRMZ          | Uni Mainz                | RP           | 03.08.1965       |               | in Betrieb | 100 kW            | Schwimmbad/TRIGA-II       |
| Siemens-Unterrichtsreaktor Aachen                | SUR-AA        | RWTH Aachen              | NW           | 22.09.1965       | 2000          | Der Genehmigungsbescheid zur Stilllegung und zum vollständigen Abbau des SUR-AA wurde am 26. Juni 2020 erteilt. Er ist kernbrennstofffrei. Antrag auf Stilllegung 2010 gestellt | 0,1 Watt          | homogen (S)/SUR-100       |
| Siemens-Unterrichtsreaktor Ulm                   | SUR-U         | Hochschule Ulm           | BW           | 01.12.1965       |               | in Betrieb | 0,1 Watt          | homogen (S)/SUR-100       |
| Siemens-Unterrichtsreaktor Kiel                  | SUR-KI        | FH Kiel                  | SH           | 29.03.1966       | 11.12.1997    | rückgebaut | 0,1 Watt          | homogen (S)/SUR-100       |
| Siemens-Unterrichtsreaktor Karlsruhe             | SUR-KA        | FZ Karlsruhe             | BW           | 07.03.1966       | 09.1996       | rückgebaut | 0,1 Watt          | homogen (S)/SUR-100       |
| Forschungsreaktor TRIGA Heidelberg I             | TRIGA HD I    | DKFZ                     | BW           | 26.08.1966       | 31.03.1977    | rückgebaut | 250 kW            | Schwimmbad/TRIGA-I        |
| Schnelle Nullenergie-Anordnung                   | SNEAK         | FZ Karlsruhe             | BW           | 15.12.1966       | 11.1985       | stillgelegt | 1 kW              | Nullleistungsreaktor      |
| Abbrandmessung                                   | ADIBKA        | FZ Jülich                | NW           | 18.03.1967       | 30.10.1972    | Stilllegung am 12/1977 | 100 Watt          | homogen/L77 A             |
| AEG-Nullenergiereaktor                           | TKA           | Kraftwerk Union          | BY           | 23.06.1967       | 1973          | Stilllegung am 21. Dezember 1981 | 100 Watt          | Tank/Nullleistungsreaktor |
| Forschungs- und Messreaktor Braunschweig         | FMRB          | PTB                      | NI           | 03.10.1967       | 19.12.1995    | rückgebaut | 1 MW              | Schwimmbad/MTR            |
| Siemens-Unterrichtsreaktor Bremen                | SUR-HB        | Hochschule Bremen        | HB           | 10.10.1967       | 17.06.1993    | rückgebaut | 0,1 Watt          | homogen (S)/SUR-100       |
| Nuklearschiff „Otto Hahn“                        | OH            | GKSS                     | SH           | 26.08.1968       | 22.03.1979    | verschrottet | 38 MW             | DWR/Schiffsreaktor        |
| Rossendorfer Anordnung für kritische Experimente | RAKE          | FZ Rossendorf            | SN           | 03.10.1969       | 26.11.1991    | rückgebaut | 10 Watt           | Tank/Nullleistungsreaktor |
| Kritisches Experiment                            | KEITER        | FZ Jülich                | NW           | 15.06.1971       | 1982          | Stilllegung am 6/1988 | 1 Watt            | Nullleistungsreaktor      |
| Siemens-Unterrichtsreaktor Hannover              | SUR-H         | Uni Hannover             | NI           | 09.12.1971       | 2008          | Stilllegung im September 2019 | 0,1 Watt          | homogen (S)/SUR-100       |
| Forschungsreaktor Neuherberg                     | FRN           | GSF                      | BY           | 23.08.1972       | 16.12.1982    | sicherer Einschluss | 1 MW              | Schwimmbad/TRIGA-III      |
| Forschungsreaktor Hannover                       | FRH           | MH Hannover              | NI           | 31.01.1973       | 18.12.1996    | rückgebaut | 250 kW            | Schwimmbad/TRIGA-I        |
| Siemens-Unterrichtsreaktor Furtwangen            | SUR-FW        | Hochschule Furtwangen    | BW           | 28.06.1973       |               | in Betrieb | 0,1 Watt          | homogen (S)/SUR-100       |
| Kritische Anordnung                              | KAHTER        | FZ Jülich                | NW           | 02.07.1973       | 03.02.1984    | Stilllegung am 6/1988 | 100 Watt          | Nullleistungsreaktor      |
| Berliner Experimentier-Reaktor II                | BER II        | Helmholtz-Zentrum Berlin | BE           | 09.12.1973       | 11.12.2019    | im Rückbau bis 2033 | 10 MW             | Schwimmbad/MTR            |
| Forschungsreaktor TRIGA Heidelberg II            | TRIGA HD II   | DKFZ                     | BW           | 28.02.1978       | 30.11.1999    | rückgebaut | 250 kW            | Schwimmbad/TRIGA-I        |
| Ausbildungskernreaktor Dresden-1                 | AKR-1         | TU Dresden               | SN           | 28.07.1978       | 03.2004       | ersetzt durch AKR 2 | 2 Watt            | homogen/SUR-Typ           |
| Zittauer Lehr- und Forschungsreaktor             | ZLFR          | Hochschule Zittau        | SN           | 25.05.1979       | 24.03.2005    | rückgebaut | 10 Watt           | HWR                       |
| Forschungsreaktor München II                     | FRM II        | TU München               | BY           | 02.03.2004       |               | in Betrieb | 20 MW             | Schwimmbad/HWR            |
| Ausbildungskernreaktor Dresden-2                 | AKR-2         | TU Dresden               | SN           | 22.03.2005       |               | in Betrieb, ersetzt AKR 1 | 2 Watt            | homogen/SUR-Typ           |

Stand: Dezember 2019
Daneben wurden während des Zweiten Weltkriegs im deutschen Uranprojekt eine Reihe von Versuchsreaktoren konstruiert, die jedoch allesamt nicht kritisch wurden. Der letzte dieser Versuche war der Forschungsreaktor Haigerloch, ein Schwerwasserreaktor, der durch das Kaiser-Wilhelm-Institut für Physik im März/April 1945 in einem Felsenkeller im hohenzollerischen Haigerloch aufgebaut wurde.

## Reaktortyp

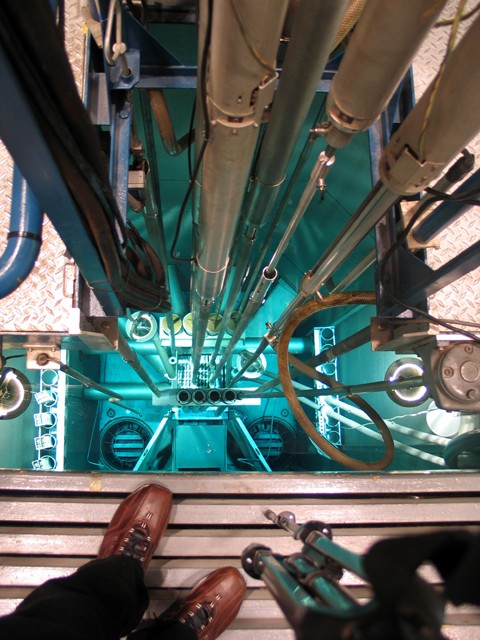
Reaktorkern eines Schwimmbadreaktors

- DWR = Druckwasserreaktor: Beim Druckwasserreaktor steht das Wasser des Primärkreislaufes, das als Kühlmittel verwendet wird, unter erhöhtem Druck.
- SWR = Siedewasserreaktor: Beim Siedewasserreaktor wird das Kühlmittel Wasser im Reaktor in Dampf zum direkten Antrieb der Turbine verwandelt.
- Nullleistungsreaktor: Ein Reaktor mit sehr geringer thermischer Leistung, der zu Ausbildungs- und Forschungszwecken eingesetzt wird. Dieser Reaktortyp hat aufgrund der geringen Leistung selbst in der Spaltzone faktisch keine Temperaturerhöhung, weswegen sich Systeme zur Wärmeabfuhr erübrigen.
- TRIGA: Ein Forschungsreaktor des Schwimmbad-Typs, bei dem die Sicherheit durch Naturgesetze gewährleistet wird und nicht durch Ingenieurmaßnahmen, die man überbrücken könnte.
- HDR = Heißdampf-Siedewasserreaktor: Ein Siedewasserreaktor mit integrierter nuklearer Überhitzung.
- homogen: Ein Reaktor, in dem der Brennstoff als Gemisch mit Moderator oder Kühlmittel vorliegt.
- HTR = Hochtemperaturreaktor: Beim Hochtemperaturreaktor wird der Reaktorkern mit dem Edelgas Helium gekühlt, das beim Durchströmen der Kugelschüttung (Schüttung von kugelförmigen Brennelementen) erhitzt wird.
- HWR = Heavy Water Reactor: Ein Reaktortyp, bei dem schweres Wasser als Kühlmittel und Moderator verwendet wird.
- HWCR: Schwerwassermoderierter, CO2-gekühlter Druckröhrenreaktor; im Reaktor befinden sich die Brennelemente innerhalb zahlreicher Röhren, in denen das Kühlmittel (CO2-Gas) umläuft.
- MTR: Ein Materialtestreaktor mit einem sehr kompakten Reaktorkern, um eine möglichst große Neutronenflussdichte zu erzielen.
- Schwimmbad: Die Brennelemente sind in ein offenes Wasserbecken eingetaucht, so dass etwa Eingriffe und Experimente für Forschungszwecke und Ausbildung möglich sind.
- SBR = Schneller Brutreaktor: Die Kernspaltung erfolgt mit schnellen, ungebremsten Neutronen.